# لانتانا متبدلة
لانتانا متبدلة (الاسم العلمي: Lantana mutabilis) هي نوع نباتي يتبع جنس اللانتانا من فصيلة اللويزية.